# Uarequenas
Os uarequenas são um grupo indígena que habita o Noroeste do estado brasileiro do Amazonas, mais precisamente a Área Indígena Médio Rio Negro I, Médio Rio Negro II e Xié, bem como a Venezuela.